# Parque Eólico Prainha
O Parque Eólico Prainha é um parque de produção de energia eólica no município de Aquiraz-CE, com potência instalada de 10 MW. 